# Килер, Уильям Генрих
Уильям Генрих Килер (англ. William Henry Keeler; 4 марта 1931, Сан-Антонио, США — 23 марта 2017, Катонсвил, Мэриленд, США) — американский кардинал. Титулярный епископ Дульчиньо и вспомогательный епископ Гаррисберга с 24 июля 1979 по 3 сентября 1983. Апостольский администратор Гаррисберга с 3 сентября по 10 ноября 1983. Епископ Гаррисберга с 10 ноября 1983 по 6 апреля 1989. Архиепископ Балтимора с 6 апреля 1989 по 12 июля 2007. Кардинал-священник с титулом церкви Санта-Мария-дельи-Анджели-э-деи-Мартири с 26 ноября 1994.

## Биография

### Ранняя жизнь и священническое служение
Родился в Сан-Антонио, штат Техас, сын Томаса Килера и Маргарет (урожденной Конвэй) Килер. Вскоре семья переехала в Ливан, штат Пенсильвания, где Килер посещал школу Девы Марии и Ливанскую католическую школу. Он был членом Бойскаутов Америки и достиг звания Игл-скаута.
Получил степень бакалавра в семинарии святого Карло Борромео в Виннвуде, штат Пенсильвания, в 1952 году. Во время учёбы в Папском Григорианском университете в Риме, он был рукоположён в сан священника 17 июля 1955 года Луиджи Тральей — титулярным архиепископом Чезареи ди Палестины, вице-наместником Рима .
Он получил обе степени лиценциата священного богословия (1956 год) и доктора канонического права (1961 год) от Папского Григорианского университета, а после выполнения пастырской и куриальной работы в епархии Гаррисберга (секретарь епархиального трибунала), он служил в качестве перитуса или эксперта, а также секретарём епископа Джорджа Лича на Втором Ватиканском соборе (1962—1965). В дальнейшем продолжил своё пастырское служение в епархии Гаррисберга — защитник брачных уз, с 1965 года вице-канцлер, а позднее канцлер епархиальной курии.
9 ноября 1965 года был повышен до ранга Капеллана Его Святейшества, а затем, 8 мая 1970 года, стал Почётным прелатом Его Святейшества.

### Епископ
24 июля 1979 года, был назначен вспомогательным епископом Гаррисберга и титулярным епископом Ульциниума. Он получил свою епископскую хиротонию 21 сентября, в соборе Святого Патрика, в Гаррисберге. Рукополагал его епископ Джозеф Дейли — епископ Гаррисберга, с Фрэнсисом Госсманом — епископ Роли и Мартином Ломюллером — титулярным епископом Рамсбирии, вспомогательным епископом Филадельфии выступающими в качестве соконсекратаров. Килер взял своим епископским девизом: Opus Fac Evangeliste («У работы Евангелиста»). 10 ноября 1983 года он был назван седьмым епископом Гаррисберга, а затем, 11 апреля 1989 года, четырнадцатым митрополитом-архиепископом Балтимора. Как архиепископ Балтимора, Килер был главой старейшей американской епархии и де-факто Примасом США.
Он был избран председателем конференции католических епископов Соединенных Штатов Америки в ноябре 1992 года. Он был избран заместителем председателем конференции в ноябре 1989 года, когда принимал двухсотлетие празднования основания епархии Балтимора. Он также является председателем католической конференции Мэриленда, председателем правления и канцлером семинарии Святой Марии и университета в Балтиморе, а также университета Маунт Сент-Мэри.
Хотя председатель Конференции католических епископов Соединенных Штатов Америки архиепископ Килер председательствовал в 1993 году на Всемирном дне молодежи, проходившей в Денвере, штат Колорадо.
Развивал репутацию эффективного строительства межконфессиональных связей, в частности для дальнейшего католическо-иудейского диалога и выступает в качестве модератора католическо-иудейских отношений для USCCB. В качестве председателя комитета епископов США по экуменистическим и межрелигиозным делам с 1984 года по 1987 год, он помог организовать встречи Папы с иудейскими лидерами в Майами и с протестантскими лидерами в городе Колумбия, штат Южная Каролина.

### Кардинал
Был возведён в сан кардинала-священника с титулом церкви Санта-Мария-дельи-Анджели-э-деи-Мартири папой римским Иоанном Павлом II на консистории от 26 ноября 1994 года. Он был назначен в состав Папского Совета по содействию христианскому единству летом 1994 года и Конгрегацию по делам Восточных Церквей в ноябре 1994 года. С 1998 года по 2001 год и вновь с ноября 2003 года, он занимал должность председателя Комитета по делам мероприятий «В защиту жизни». Килер был одним из кардиналов-выборщиков, которые участвовали в Папском Конклаве 2005 года. Кардинал Килер сохранял право участвовать в любых будущих Папских Конклавах, которые могли начаться до его 80-летия 4 марта 2011 года.
Одним из приоритетов Килера было укрепление католической школьной системы. .
Папа римский Бенедикт XVI принял отставку кардинала Килера 12 июля 2007 года, когда было объявлено, что Эдвин О’Брайан был назначен наследовать Килеру, как архиепископ Балтимора.
4 марта 2011 года кардиналу исполнилось 80 лет и он потерял право на участие в Конклавах.

## Почётные звания и награды
Игл-скаут Килер является получателем наград Серебряный Бобёр, Серебряная Антилопа и Выдающимся Игл-скаутом Бойскаутов Америки.
Получил почётные степени от Ливанского Валли Колледжа, Геттисбергского Колледжа, Университета Саскуэханны и Университета Гэннона.

## Взгляды

### На эмбриональное исследование стволовых клеток
В качестве председателя комитета епископов США по делам мероприятий «В защиту жизни», он подверг критике заявление лидера большинства в Сенате Билла Фриста, что он будет поддерживать финансируемые из федерального бюджета исследования стволовых клеток, что требует уничтожения человеческих эмбрионов.

### На экуменизм
На ежегодном общем собрании Национального Совета Церквей, он заверил делегатов, что Римско-католическая Церковь и папа римский, являются твёрдо экуменическими.

### Дело Терри Шайво
Кардинал Килер оплакивали смерть Терри Шайво, которая умерла после противоречивой правовой борьбы за право её родственников, чтобы отклюючить её аппарат искусственного питания.